# Batalla de Puente de Márquez
La Batalla de Puente de Márquez fue un enfrentamiento militar librado el 26 de abril de 1829, durante la guerra civil llevada a cabo de 1828 a 1831, entre unitarios y federales en la Argentina, que resultó una victoria de las fuerzas del gobernador de la provincia de Santa Fe, Estanislao López, y del jefe federal Juan Manuel de Rosas sobre el general Juan Lavalle, que había usurpado el cargo de gobernador de la provincia de Buenos Aires.

## Antecedentes
El 27 de junio de 1827 cayó la presidencia de Bernardino Rivadavia y dos días después el jefe del partido federal porteño, coronel Manuel Dorrego, fue elegido gobernador de la provincia de Buenos Aires. Sin embargo, una alianza del partido unitario con los jefes del ejército que había hecho la guerra contra el Imperio del Brasil lo derrocó el 1 de diciembre de 1828. El gobernador depuesto se propuso reunir un ejército con las milicias de la campaña o campiña porteña pero ocho días más tarde fue completamente derrotado en Navarro, siendo fusilado por orden del general Juan Lavalle, instigado por los líderes del partido unitario, el 13 de diciembre, sin fórmula de juicio.
El comandante de campaña de Dorrego, coronel Juan Manuel de Rosas, se retiró hacia la provincia de Santa Fe, desde donde su gobernador, el brigadier Estanislao López ya marchaba hacia Buenos Aires para vengar su ejecución y deponer a los unitarios. El gobernador santafesino reunió a sus milicias y nombró a mayor general del Ejército de la Unión, es decir, Jefe de Estado Mayor. Luego denunció la ejecución de Dorrego, quien desempeñaba el poder ejecutivo del país, la actitud agresiva de Lavalle contra Santa Fe y el desconocimiento de los unitarios a la autoridad de la Convención Nacional Constituyente. Lavalle se enteró del levantamiento de varios caudillos menores en el sur de la provincia de Buenos Aires, bajo los auspicios de Rosas. Forzado a elegir entre enfrentar a la amenaza del norte (López) y la del sur (estos caudillos), optó por priorizar la segunda, pues no podía enfrentar a los santafesinos sin asegurar su retaguardia. Organizó dos divisiones de caballería al mando de los coroneles Federico Rauch y Ramón Estomba para enfrentar a las milicias levantadas en la campaña porteña, ordenó al brigadier José María Paz avanzar con la 2.ª División del Ejército Nacional al Interior y él mismo decidió invadir Santa Fe el 26 de febrero de 1829, según Saldías con 1300 veteranos, y según Frías con 2000, de los que 600 eran jinetes.
López respondió desgastando a su enemigo con su caballería, sin presentar batalla campal, y arrasando las tierras por donde sabían que pasarían los unitarios. Finalmente, para acabar con la superior caballería unitaria, López atrajo a Lavalle a una trampa, haciéndole acampar en un campo de mío-mío que intoxicó sus caballos, muriendo 600 animales en una noche, obligándolo a retroceder. Poco después, le llegaron noticias desalentadoras a Lavalle, el coronel Rauch había sido vencido y muerto y Estomba había enloquecido, quedándose sin fuerzas para luchar en la campaña contra los federalistas porteños. Ante el peligro de perderlo todo, Lavalle se retiró a Buenos Aires.
En su retirada, Lavalle se encontró el 3 de abril en la posta de Los Desmochados —al noroeste de la actual Casilda— con el general José María Paz, quien se estaba dirigiendo a la provincia de Córdoba con la 2.ª División del Ejército Nacional (en su mayoría provincianos del Interior), para deponer a su gobernador federal, el brigadier Juan Bautista Bustos. El 6 de abril Lavalle llegó a San Nicolás de los Arroyos, donde contactó a la flotilla porteña que había transportado desde Buenos Aires a Paz. La retirada unitaria fue inmediatamente seguida por una contrainvasión de las fuerzas federales del general López al norte de la provincia de Buenos Aires. El 9 de abril la vanguardia federal, al mando del teniente coronel Pascual Echagüe, ocupó San Nicolás de los Arroyos. Todo el norte de la provincia de Buenos Aires se pasó a los federales, siguiendo el ejemplo del sur de la provincia; el 16 de abril los pueblos de Salto, Rojas, Arrecifes y Baradero desconocieron la autoridad de Lavalle y Buenos Aires se sumió en el caos. Lavalle, en completo retroceso, fue hostigado constantemente por la vanguardia federal, apoyada de cerca por el grueso de las fuerzas de López. El gobernador de Santa Fe avanzó hasta Luján y adelantó a Rosas, el cual consiguió en la estancia El Talar reunir a sus milicias del sur de la provincia de Buenos Aires.
Ante la crítica situación, Lavalle ideó un nuevo plan: decidió interponerse entre el ejército de López y la hueste que reunían los partidarios de Rosas en el sur; impidiendo su unión, evitaría a López y atacaría directamente la ciudad de Santa Fe, obligando a López a terminar su invasión y volver a recuperar su capital. Al mismo tiempo, el ataque unitario sería apoyado por una ofensiva paralela que realizaría Paz desde Córdoba. Para esto acampó cerca de Puente de Márquez y envió mensajes a Buenos Aires solicitando el envío de una columna de infantería. Sin embargo, López y Rosas no le dieron tiempo: sabedores que la caballería unitaria estaba desgastada y todos sus movimientos eran lentísimos, resolvieron reunir a todos sus regimientos de caballería y avanzar sobre Puente de Márquez.

## Fuerzas enfrentadas

### Unitarios
Según el parte oficial de la batalla de López, los unitarios sumaban 1500 jinetes, algo menos de 500 infantes y 4 cañones de campaña. La Gaceta de Madrid afirma que «la fuerza de la ciudad» no pasaba de los 4000 hombres. El entonces coronel unitario, Gregorio Aráoz de Lamadrid, sostenía en sus Memorias que su ejército apenas sumaba 700 hombres.
El historiador y militar Juan Beverina, basado en documentación de la época, creía que la división de Lavalle se componía de 1050 hombres cuando luchó en Navarro. Estaban organizados en los regimientos N.° 1 de caballería del coronel Niceto Vega (100 plazas), N.° 3 de caballería del comandante Sixto Quesada (100 pl.), N.° 16 de Lanceros del coronel José Valentín de Olavarría (300 pl.) y Colorados del coronel José María Vilela (450 pl.) y el escuadrón del teniente coronel Manuel Olazábal (100 pl.). Ante las múltiples amenazas que debió enfrentar, la aumentó con la guarnición de Buenos Aires hasta alcanzar a formar una columna de un poco más de 400 infantes montados, 1500 jinetes y 4 piezas de artillería, números en los que le apoya Félix Best. Adolfo Saldías da números ligeramente diferentes: 1400 jinetes y 500 jinetes, pero mantiene el mismo número de cañones; muchos jinetes eran veteranos de la guerra contra los brasileños. Pedro Lacasa dice que sólo eran 1100 hombres. El coronel Antonio Díaz afirmaba que Lavalle mandaba una tropa de 2000 veteranos, cifra que comparte el historiador Bernardo Frías.
Según el político y escritor porteño, Valentín Alsina, los unitarios no contaban con más de 1500 efectivos. En cambio, Manuel María Cervera analiza esa cifra con documentos de la época y la descarta, elevando el número de unitarios a 2000.
Ramón Lassaga afirma que eran 1000 jinetes, 500 soldados de a pie pero mantiene el tamaño de la artillería. En cambio, Leoncio Gianello, historiador santafesino, decía que los unitarios eran menos de 1000 hombres ese 26 de abril. El escritor Eduardo Gutiérrez sostiene que, basado en las plazas de las unidades que participaron en la batalla, Lavalle tenía originalmente menos de 1000 veteranos a los que se sumaron unos 1000 de la guarnición de la ciudad, incluyendo 500 infantes, y que pocas horas antes de la batalla recibió un refuerzo de otros 1000 soldados. Es decir, 3000 en total.

### Federales
La Gaceta de Madrid elevaba al ejército de Santa Fe, reunido con tropas de las provincias y montoneros, a 6000 hombres. Saldías sostiene que los federales habían reunido todos los regimientos de caballería que pudieron, 6000 milicianos de Santa Fe y Buenos Aires. Lacasa afirmaba que eran 4000 santafesinos y porteños y 3000 aliados del Chaco y la Pampa, todos a caballo. Díaz creía que eran 3000 a 4000 jinetes de milicias y algunos indios mansos, sin disciplina y mal armados. Lamadrid habla de 7000 a 8000 gauchos.
Alsina afirma que los federales sumaban 8000, sin embargo, Cervera es completamente crítico y señala que todo el ejército federal sólo podía sumar hasta 3000 hombres mal armados. Según él, Rosas reclutó a mucho menos de 2000 milicianos y si se consideran a los numerosos indios aliados que se sumaron a sus fuerzas, probablemente no pasaban de 2800 en total.
Beverina señala que Rosas consiguió reunir rápidamente a las milicias del sur de la provincia gracias a los emisarios, alcanzando unos 2000 hombres, que había sumado a los de López. Frías afirma que López, antes de unir sus fuerzas con Rosas, tenía apenas 1000 combatientes. Lassaga dice que López tenía el doble de hombres que su rival, unos 3000 gauchos. Gutiérrez estima que los federales sumaban 18 000 hombres de los que 2000 eran indios que marchaban en vanguardia, 12 000 eran gauchos de la campaña de Buenos Aires y 2500 milicianos santafesinos, bien entrenados y veteranos de varios combates. Sin embargo, dice que solamente 7000 participaron de la batalla, quedando más de 8000 como espectadores junto a sus comandantes. El belga Teodoro Lacordaire, quien residía en Córdoba en esos momentos, afirmaba que 12 000 federales al mando de López y Rosas asediaban Buenos Aires mientras bandas de malechores delinquían en la campiña.
Ejércitos federales de los años siguientes indican que las estimaciones como las de Lacasa o Díaz eran perfectamente posibles.
Respecto a los indios aliados, Cervera afirma que pocos años después, en la campaña de 1831, López pudo movilizar 1000 indios para incorporarlos a sus milicias santafesinas. Probablemente se tratara de mocovíes y abipones, tribus con las que logró establecer alianzas en sus primeros años de gobierno al ofrecerles protección de los tobas. Estas tribus eran parte de los guaicurúes, grupo lingüístico del que López reclutó contingentes de guerreros para sus campañas. Destacaban los Lanceros del Sauce, indios abipones que sirvieron en el ejército de López como guías de las incursiones en el Chaco o vanguardia en las guerras civiles. También se sabe que Rosas negoció alianzas con ranqueles y pampas.

## Batalla

### Comienzo
El 25 de abril, Lavalle acampó en el arroyo del Medio mientras la vanguardia federal estaba en el río Las Conchas (actual río Reconquista).
Lavalle quería impedir el avance federal buscando un punto de fácil defensa, así que decidió atacar a su enemigo por sorpresa. Para eso debía cruzar el río Las Conchas, pero no podía usar el Puente de Márquez, donde estaba atrincherada la vanguardia federal, formada por los Dragones de Santa Fe de Echagüe, que probablemente eran 300. La noche anterior intentó atacar el campamento de los santafesinos creyendo que ahí estaba la división de Rosas, y les causó muchas bajas. Vadeó el curso fluvial en otro sector y venció en la otra orilla a algunos piquetes de gauchos enemigos. El resto del ejército federal se repuso de la sorpresa y se preparó para el combate. Tanto Lavalle como López estaban deseosos de presentar batalla y ambos se encontraron en el paraje llamado la Posta de Álvarez.
Según el historiador Fabián Bonvecchiato, los unitarios habían cruzado el río Las Conchas con la caballería en vanguardia, la infantería al centro y la artillería en retaguardia, pero al formar para la batalla en el paraje dispusieron a su caballería en primera línea: el regimiento Colorados en el ala derecha, el N.° 16 al centro y el N.° 1 en la derecha. En segunda línea estaba el batallón Cazadores de la Libertad con la artillería en ambos flancos. En cambio, Gutiérrez afirma que Lavalle había dejado dos regimientos como retaguardia y a los caballos de reserva en retaguardia y a la izquierda de su ejército para que no obstaculizar sus movimientos. Por el bando federal, su ala derecha estaba formada por las milicias porteñas de Rosas, mientras que la izquierda estaba a cargo de López y se conformaba de diestra a siniestra por las milicias de Arrecifes y de Luján, el escuadrón de Entre Ríos y las milicias de Santa Fe. Ambas alas de la fuerza federal estaban separadas por una distancia de una legua. Los federales formaban en tres líneas, con los mejores hombres en la central formada por los colorados del sur y los santafesinos. Lavalle podía vencer a la primera línea, pero no podría romper la segunda línea de élite porque sus hombres estarían agotados. A la retaguardia quedaron los 300 dragones de Echagüe. Según Best, la idea de López era evitar concentrarse en la lucha en el centro de la línea, dejando que las repetidas cargas sucesivas de Lavalle fueran desgastando a los unitarios, mientras preparaban su ataque principal.

### Retirada
El calor era insoportable en aquella jornada. A las 06:30 horas, la caballería de Lavalle carga contra las fuerzas federales pero sólo logra dividir sus fuerzas. Acorde a Gutiérrez, este primer choque se dio cuando la vanguardia federal, formada por indios aliados mandados por varios caciques, chocó con los unitarios; esta maniobra habría sido ordenada por López para ganar tiempo y organizar su primera línea de batalla. El combate fue encarnizado, los caciques cargaron ferozmente pero en cinco minutos Olavarría consiguió rodear la retaguardia de los indios y hacerlos buscar refugio, dejando 200 muertos. Luego, Olavarría se retiró a la línea unitaria seguido por tres o cuatro escuadrones enemigos que no se atrevieron a atacarlo.
Fue entonces cuando los coraceros unitarios de Olavarría atacaron a esos escuadrones. Acostumbrados a vencer al primer choque, los coraceros se irritaron por la resistencia encontrada y el combate fue muy violento, que pronto se generalizó en toda la línea de batalla, pues López decidió enviar refuerzos y Lavalle siguió su ejemplo. Los milicianos santafesinos y porteños empezaron a ceder mucho terreno, con enormes huecos en su línea, pero constantemente recibían refuerzos. En la distancia, Rosas y López enviaban constantemente nuevos regimientos a reemplazar a los que huían. Según el propio Lavalle, los regimientos 1.° y 16.° y su escolta cargaron directamente contra el cuerpo que mandaba personalmente López, formado por más de 1000 hombres, causándole 150 muertes, sin embargo, la unidad del coronel Anacleto Medina, inicialmente victoriosa, fue envuelta por un enemigo superior en número y forzada a huir, proceso en que arrastró a los Colorados a la fuga. Lentamente los federales empezaron a dominar la acción. Las cargas unitarias duraron hasta las 10:00, momento en que muchos de sus caballos estaban agotados y Lavalle ordenó ir escuadrón por escuadrón a cambiar las monturas, lo que López había previsto.
El brigadier santafesino ordenó a dos regimientos atacar a la caballada que los unitarios tenían de reserva, pero los regimientos que Lavalle dejó como retaguardia se dieron cuenta y salieron a detenerlos. Según Best, eran los 2000 milicianos porteños de Rosas atacando por un flanco y otra masa de jinetes a cargo de Echagüe por el otro. Sin embargo, era una trampa: aprovechando que la retaguardia unitaria estaba enfrascada en combate, dos regimientos federales más aprovecharon a robarse los caballos, volviendo crítica la situación de la agotada caballería. Cuando Lavalle envió a un primer escuadrón a cambiar sus monturas se enteró del desastre y comprendió que estaba vencido. Podía seguir el combate, pero sus tropas se agotarían y el enemigo tenía muchas más para reemplazar las bajas: «empezó [Lavalle] a comprender que seguir la batalla sería sacrificar a sus tropas, sin otro provecho que matar mil hombres más al enemigo».
Entonces se dio una feroz carga de los indios aliados. Los unitarios no pudieron resistir el contraataque enemigo. En tanto, su infantería formó en cuadro y se mantuvo firme ante la caballería de López, respondiendo a todo ataque con fuego de fusiles y artillería. Se sabe que el cuadro resistió dos o tres cargas de los jinetes federales, pero Lavalle cometió el error de poner los caballos de reserva en el interior del mismo, así que López ordenó enviar cientos de caballos contra el cuadro «en cuyos pescuezos y colas ha hecho atar grandes cueros». Lavalle los recibió a cañonazos y el ruido espantó a sus animales de repuesto, que huyeron en todas direcciones, desbaratando el cuadro; Best afirma que fueron 3000 los equinos puestos en fuga. Gutiérrez da una versión diferente, en la que Lavalle se retiró en orden y sin que los soldados enemigos se atrevieran a atacarlo por respeto al valor demostrado. López habría afirmado: «Me parece inútil hacerlos perseguir. Van diezmados, desmoralizados y a pie. En sus condiciones, no tardarán en ceder a la primer tentativa de paz. Y perseguirlos ahora es obligarlos a seguir batallando mientras quede en pie el último de ellos. Para que esos hombres son de fierro para el combate».
Los infantes unitarios cruzaron el Puente de Márquez a las 16:00 horas, defendiéndolo hasta que lo destruyeron a las 19:00. Para entonces, la mayoría de los soldados y oficiales estaban heridos y los cansados caballos apenas podían sostener a sus jinetes. De Puente de Márquez, Lavalle se retiró esa misma noche a la estancia Tapiales de Altolaguirre, a poco más de tres leguas de Buenos Aires, mientras que López estableció su cuartel general junto al río Las Conchas. Un dragón de caballería llegó después a Buenos Aires, donde se creía victorioso a Lavalle, para informar de su derrota.

## Consecuencias

### Bajas
Según fuentes federales, las bajas de Lavalle alcanzaron los 150 muertos y heridos, incluyendo 9 oficiales fenecidos. En cambio, afirman que sus propias pérdidas fueron apenas 11 fallecidos más 4 heridos leves y 2 graves. Sin embargo, Gutiérrez afirma que los unitarios padecieron 300 muertos y 600 heridos, pero sus enemigos el triple y quizás más.
El principal daño que sufrió el ejército unitario fue la pérdida de sus reservas de caballos. Lavalle reconoce que perdieron a 3000 caballos propios y 2000 que habían capturado anteriormente a sus enemigos. La batalla dejó muy disminuidas y sin movilidad las fuerzas de Lavalle, sin embargo, las guerrillas federales les hicieron más daño. López no se atrevió a atacar Buenos Aires, inseguro de obtener una nueva victoria y se quedó en Las Conchas. En tanto, los unitarios quedaron incapacitados de volver a la ofensiva; sólo les quedaba defender la ciudad y negociar.
El 4 de mayo, López le envió una misiva a Lavalle, tratando de llegar a un acuerdo de paz, pero no hubo buenos resultados. Poco después se enteró de las victorias de Paz en el Interior y resolvió retirarse a Santa Fe para proteger su provincia de un posible ataque. Como en 1820, prefería dejar a los porteños resolver el final de la guerra. Por su parte, Rosas, cuya ascendencia sobre la gente de la campaña porteña había comenzado durante la anarquía del Año XX, tenía su liderazgo asegurado. López consideró que con sus milicias porteñas bastaría, unos 2800 jinetes, pues aunque Lavalle se negaba a negociar, sólo le quedaban 600 infantes y 1000 jinetes casi desmontados, según sus estimaciones.

Consecuente con los sentimientos que he vertido en tres distintas comunicaciones mías a V. E., vuelvo a proponerle la paz, yo la quiero sinceramente y creo que V. E. La desearía también porque todos la necesitamos. Ya hemos combatido, y no puedo quejarme de mi fortuna: pero tengo el dolor más vivo por la sangre que se ha derramado y las vidas que se han perdido. Al cabo la guerra civil ha de conocer un término; tengamos nosotros la gloria de ponerlo, general Lavalle. Si V. E. está animado de iguales sentimientos, nos pondremos de acuerdo sobre el modo de tratar, desde que V. E. me haga saber su conformidad. Mi ayudante de campo, el teniente coronel don Juan Manuel Yupes va encargado de poner en manos de V. E. esta nota.

Lavalle contestó la misiva de forma altanera para insultar a López:

El gobernador provisorio de la Provincia de Buenos Aires, tiene el honor de contestar a la nota de esta fecha del Exmo. señor gobernador de Santa Fe, en la que le propone entrar en negociaciones de paz, bajo el carácter de jefe del Ejército de la Unión declarando 1°. Que el Gobernador Provisorio, no puede ni quiere oír proposiciones de paz del citado señor Gobernador de Santa Fe mientras pise con fuerza armada el territorio de Buenos Aires. 2°. Que desconoce en él cualquier carácter nacional, siendo este un nuevo embarazo, para escuchar la proposición que encierra su apreciable comunicación de esta fecha. El infrascripto con esta oportunidad saluda atentamente al Exmo. señor gobernador de Santa Fe.

Como señala Beverina, Lavalle se negaba a reconocer la autoridad nacional de López y a negociar «mientras las tropas de Santa Fe y de Entre Ríos permaneciesen en territorio de la provincia de Buenos Aires».
Alsina, de tendencias unitarias, se niega a ver en la batalla una derrota de Lavalle, afirmando que su ejército permaneció en el campo de batalla y no sufrió prisioneros ni perdió ningún oficial. También que López, el supuesto vencedor según su punto vista, envió una comitiva esa misma noche, mandada por su hermano Juan Pablo López, a negociar en Buenos Aires, lo que fue contestado por la exigencia de Lavalle de abandonar el territorio. Como más respaldo de su punto de vista utiliza el hecho que López se retirara por temor a un ataque de Paz y que Lavalle no se encerró en la ciudad, sino que en Tapiales y por varios meses. El propio Lavalle reconoció: «La batalla de ayer ha sido gloriosa para nosotros, aunque sin resultados».
En la obra Bajo el poncho azul aparece una representación dramatizada de la batalla, donde Lavalle justifica su retirada afirmando «Preferí una retirada a sacrificar mil hombres más». La batalla es recordada porque los gauchos de López consiguieron derrotar a un ejército de línea veterano: «El león de Río Bamba, huyó completamente derrotado ante el empuje de las caballerías federales». Según el historiador Fermín Chávez, Puente de Márquez se consagró con Cepeda y Caseros como grandes victorias federales que impidieron la imposición de proyectos políticos unitarios en el país.

### Tratado
Lavalle comprendió que se enfrentaba a un levantamiento incontrolable de la provincia y no podría enfrentar a Rosas con éxito. En la noche del 16 de junio salió de su campamento en Tapiales en dirección al sur, acompañado de un oficial a cierta distancia. Después de una legua se encontró con hombres de Rosas a los que les dijo: «Soy el general Lavalle, digan al oficial que los manda que se aproxime sin temor, pues estoy solo». Los gauchos quedaron estupefactos, pero luego reaccionaron y llamaron a su oficial, quien acompañó al general unitario hasta que llegó otro oficial federal de mayor rango. Lo llevaron al campamento federal, donde le dijo a un oficial que lo recibió: «Diga usted al coronel Rosas que el general Lavalle desea verlo al instante». Como el oficial le dijo que el coronel no estaba, Lavalle respondió: «Entonces le esperaré, indíqueme usted el alojamiento del coronel». Fue llevado a la estancia del Pino, donde entró en el aposento de Rosas y agregó: «Bien; puede usted retirarse, estoy bastante fatigado y tengo el sueño ligero...». Cuando Rosas volvió de sus vigilancias en las inmediaciones fue informado que el propio Lavalle dormía en su lecho.

Al llegar me retiré dejando dos jefes de mi mayor confianza encargados de que no hubiese ruido alguno mientras durmiera el señor general  Lavalle; y de que cuando lo sintiesen levantado me avisasen sin demora. Cuando recibí el mensaje, le envié un mate y el aviso de que iba a verle y a tener el gran placer de abrazarlo. Cuando el general Lavalle me vio, se dirigió a mí con los brazos abiertos y lo recibí del mismo modo, abrazándonos enternecidos.

El 24 de junio, ambos firmaron un convenio entre el «gobierno de la Ciudad» (Lavalle) y el «pueblo armado de la Campaña» (Rosas) en que se comprometían a cesar hostilidades, restablecer relaciones entre campo y ciudad, amnistía total, elegir representantes provinciales que nombraran un nuevo gobernador y que el nuevo gobierno reconocería los grados de Rosas y sus lugartenientes. Los unitarios movilizaron sus influencias en la ciudad y el 26 de julio, en unas elecciones celebradas con derramamiento de sangre, ganaron en medio de protestas de los federales, más numerosos. El 24 de agosto, Rosas y Lavalle llegaron a un nuevo convenio por el cual resolvieron nombrar un Senado consultivo y un nuevo gobernador juntos, siendo elegido el general Juan José Viamonte, quien gobernó entre el 26 de agosto al 8 de diciembre de ese año, cuando entregó el gobierno a Rosas.